# Théodor Axentowicz
Théodor Axentowicz (Brașov, 13 maggio 1859 – Cracovia, 23 agosto 1938) è stato un pittore polacco.

## Biografia
Un pittore di storia, un ritrattista, un pastellista e un pittore di vetri colorati, Théodor Axentowicz ha continuato i suoi studi a Lemberg prima di trasferirsi a Parigi per lavorare nello studio di Carolus-Duran. Soggiornò in Inghilterra dove face copie dei dipinti di Correggio, Tiziano e Diego Velázquez.
Realizzò una vetrata per la cattedrale di Lemberg nel 1886. Apparve al Salon des artistes français di Parigi nel 1888. Théodor Axentowicz finì la sua carriera come professore all'Accademia di Belle Arti di Cracovia, dove fu co-direttore. fondatore della Secessione polacca Sztuka.
Noto come ritrattista, fece ritratti di importanti personalità polacche, il principe Władysław Czartoryski, il granduca Karl Stefan, Sarah Bernhardt e molti altri.

## Pubblicazioni
- l'Anachorète (1881), Museo nazionale di Varsavia
- La Fleuriste italienne (1882), Museo nazionale di Varsavia
- Portrait de jeune fille sur fond de paysage hivernal (1930), Museo d'arte di Lodz